# Erupa patara
Erupa patara is een vlinder uit de familie van de grasmotten (Crambidae). De wetenschappelijke naam van de soort is voor het eerst gepubliceerd in 1902 door Herbert Druce.
De soort komt voor in Ecuador.